# Verbena canescens
Verbena canescens är en verbenaväxtart som beskrevs av Carl Sigismund Kunth. Verbena canescens ingår i släktet verbenor, och familjen verbenaväxter. Inga underarter finns listade i Catalogue of Life.